# Lagina
Lagina (en llatí Lagina, en grec antic τὰ Λάγινα) era una ciutat del territori d'Estratonicea, a Cària, que tenia un magnífic temple d'Hècate on es feia un gran festival anyal, segons explica Estrabó.
Quan Tàcit parla del culte a Trivia que era molt important a Estratonicea, es refereix sens dubte a Hècate, al temple de Lagina. La moderna Lakena ha conservat el nom, molt propera al naixement del Tshina. Esteve de Bizanci l'anomena Lagínia (Laginia) i segurament parla de la mateixa ciutat.